# Ernst Külbel (Politiker)
Ernst Külbel (* 22. Februar 1863 in Coburg; † 2. April 1938 ebenda) war ein deutscher Fabrikant und Politiker (FVP, DDP) im Herzogtums Sachsen-Coburg und Gotha und Freistaat Coburg.
Külbel besuchte das Ernestinum in Coburg und machte danach eine kaufmännisch-technische Ausbildung in Wien. Danach übernahm er die väterliche Malzfabrik hinter dem Rittersteich in Coburg.
1897 wurde er in die Coburger Stadtverordnetenversammlung gewählt und wurde später Magistratsrat. Bei den Landtagswahlen 1908 wurde er für den Freisinn in den Coburger Landtag gewählt. Bei der Landtagswahl 1912 setzte er sich mit 517 zu 222 Stimmen gegen den Sozialdemokraten Göpfert durch. Auch 1915 konnte er seinen Wahlkreis II verteidigen.
Nach der Novemberrevolution kandidierte er als Vertreter der DDP 1919 auf der Bürgerliche Einheitsliste für die Landesversammlung des Freistaates Coburg und wurde als einer der vier bürgerlichen Abgeordneten dieser Liste gewählt (die SPD hatte die Mehrheit erreicht und stellte sieben Abgeordnete).
Nach dem Anschluss Coburgs an Bayern endete sein Landtagsmandat. Er wurde mit dem zweitbesten Stimmenergebnis in den Kreistag für Oberfranken gewählt.